# Ференбах
Ференбах (њем. Vöhrenbach) град је у њемачкој савезној држави Баден-Виртемберг. Једно је од 20 општинских средишта округа Шварцвалд-Бар. Према процјени из 2010. у граду је живјело 3.889 становника. Посједује регионалну шифру (AGS) 8326068.

## Географски и демографски подаци
Ференбах се налази у савезној држави Баден-Виртемберг у округу Шварцвалд-Бар. Град се налази на надморској висини од 797 - 1130 метара. Површина општине износи 70,5 km². У самом граду је, према процјени из 2010. године, живјело 3.889 становника. Просјечна густина становништва износи 55 становника/km².